# 쳇바퀴

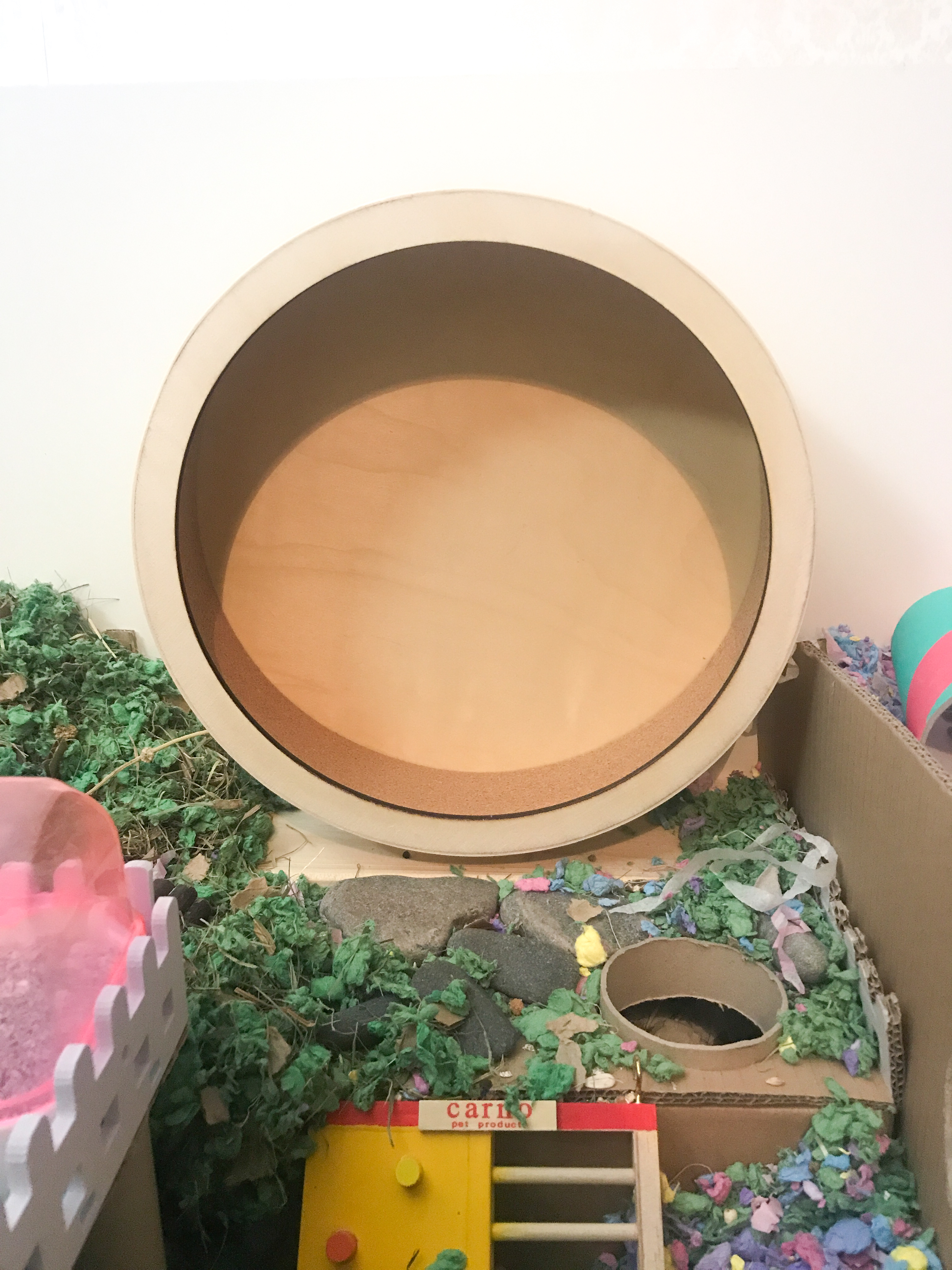
33센티미터 크기

쳇바퀴는 햄스터나 다람쥐 등 소형 설치류를 애완동물로 기를 때 사용되는 운동기구이자 놀잇감이다. 보통 철망에 고정되거나 받침다리가 있는 기종을 쓴다. 좁은 케이지에 갇혀 사는 햄스터의 특성상 쳇바퀴가 없으면 비만 상태가 되어 병에 걸리기 쉽다. 영어로는 햄스터 휠(hamster wheel)이라고 하며 옥스포드 영어사전에 따르면 최초의 사용 기록은 1949년 신문 광고에서였다.

## 과학에서의 사용
스스로 움직이는 쳇바퀴는 일주기 리듬과 시간생물학의 다른 측면에 대한 연구에서 가장 널리 사용되는 활동 및 기상 시간 지표 중 하나이다. 미니어처 쳇바퀴는 바퀴벌레의 일주기 운동 활동을 측정하는 데에도 사용되었다. 설치류의 경우, 바퀴를 갉아먹거나 스프링에 걸거나 칼날에 균형을 맞춘 케이지와 같은 활동 기록의 다른 기술보다 설정 및 자동화가 더 쉽다.
설치류의 자발적인 운동은 거의 항상 바퀴를 사용하여 측정된다. 이로 인해 쳇바퀴는 운동과 자발적 활동이 신진대사, 비만 및 통증에 미치는 영향에 대한 연구에서 선택되는 도구가 되었다.
바퀴 달린 행동과 관련된 신경 전달 물질 시스템은 상당한 연구를 받았다. 최근 증거에 따르면 도파민성 및 세로토닌성 톤 모두의 변화가 쳇바퀴 활동을 변화시키는 것으로 나타났다. 예를 들어, 생쥐를 대상으로 한 한 연구에서는 여러 항우울제(모두 직간접적으로 세로토닌성 긴장을 향상시키는 약물)가 일반적인 운동을 억제하지 않고 쳇바퀴 활동을 억제하는 것으로 나타났다. 체내칸나비노이드 시스템은 또한 설치류의 성별에 따른 바퀴 달리기에 기여한다. 높은 수준의 자발적 바퀴 달리기를 위해 선택적으로 사육된 계통의 쥐는 도파민 및 엔도카나비노이드 신호 전달을 변경하고 중뇌를 확대하는 약물에 대한 반응성이 변경되었다.

## 같이 보기
- 시리아햄스터
- 트레드밀